# Bajada del Agrio
Bajada del Agrio är en ort i Argentina.   Den ligger i provinsen Neuquén, i den sydvästra delen av landet, 1 100 kilometer väster om huvudstaden Buenos Aires. Bajada del Agrio ligger 630 meter över havet och antalet invånare är 656.
Terrängen runt Bajada del Agrio är huvudsakligen lite kuperad. Bajada del Agrio ligger nere i en dal. Trakten runt Bajada del Agrio är nära nog obefolkad, med mindre än två invånare per kvadratkilometer.. 
Omgivningarna runt Bajada del Agrio är i huvudsak ett öppet busklandskap.